# Kárpáti sziklacsiga
A kárpáti sziklacsiga vagy sávos csiga (Chilostoma faustina) a Kárpátokban és a környező középhegységekben honos szárazföldi csigafaj.

## Megjelenése
A csigaház 9–14 mm magas, 14–22 mm széles, 5-6 kanyarulatból áll. Erősen lapított kúp alakú, világossárga vagy sötétebb vöröses alapszínű, fényes felszínű. Lehet egyszínű vagy a kanyarulatokon egy jól látható sötétbarna sáv húzódhat végig. Ajakduzzanata nem jelentős, köldöke tág. A csiga feje, tapogatói és háta sötét, majdnem fekete színűek, lába szürke.  
Két alfaja ismert:
- F. faustina faustina
- F. faustina associata.

## Elterjedése
A Kárpátokban honos Csehországtól Lengyelországon, Ukrajnán és Erdélyen keresztül, egészen Szerbiáig. Litvániában Kaunas környékén ismert egy különálló populációja amelyet feltehetően behurcoltak. Magyarországon a Börzsönyben, a Mátrában és a Bükkben fordul elő.

## Életmódja
A kárpáti sziklacsiga hegyvidéki, erdei állat. A nedvességgel jól ellátott helyeken, mohás sziklákon, fatörzseken, kövek alatt, vízparti növényeken lehet vele találkozni. Populációit az erdőirtás fenyegetheti.
Magyarországon nem védett.